# Juan Manuel López Iturriaga
Juan Manuel López Iturriaga, né le 4 février 1959 à Bilbao, en Espagne, est un joueur espagnol de basket-ball, évoluant au poste d'ailier fort. Il est aujourd'hui consultant sportif et animateur de télévision.

## Biographie
Juan Manuel López Iturriaga est devenu consultant sportif sur des chaînes de télévision espagnoles, commentant les matchs de la sélection espagnole, collaborant à des journaux comme El País et Gigantes del Basket. À l'issue de sa carrière de joueur, il a entamé une carrière d'animateur de télévision sur Telemadrid, ETB 2, Telecinco et La Sexta, présentant notamment en 2001 Supervivientes, la version espagnole de Koh-Lanta.

### Palmarès
- Finaliste des Jeux olympiques 1984
- Finaliste du championnat d'Europe 1983
- Vainqueur de la Coupe d'Europe des clubs champions 1978, 1980 (Real Madrid)
- Vainqueur de la coupe Korać 1988 (Real Madrid)
- Champion d'Espagne 1977, 1979, 1980, 1982, 1984, 1985, 1986 (Real Madrid)
- Vainqueur de la coupe du Roi 1977, 1985, 1986 (Real Madrid)